# Миколаївський обласний театр ляльок
Микола́ївський академічний обласни́й теа́тр ляльо́к — обласний театр ляльок у місті Миколаєві.

## Загальна інформація
Театр розташований в історичному центрі Миколаєва у старій будівлі за адресою:
вул. Потьомкінська, 53, м. Миколаїв-54001 (Україна).
Директорка театру — Вікторія Терещенко (заступник Голови Ради директорів театрів ляльок України від 2007 року); головна режисерка — Ірина Цуканова.
Вистави граються українською та російською мовами.

## Історія
Миколаївський обласний театр ляльок був створений у грудні 1970 року.
Перший директор театру — А. Д. Бавшина. В акторську групу за конкурсом набрали талановиту творчу молодь. Перший театральний сезон відкрився через 9 місяців виставою «Восставшие джунгли» за п'єсою Сергія Когана та Сергія Єфремова. На першому етапі існування театру на чолі творчого процесу стояли головний режисер Борис Оселедчик і головний художник Анатолій Цуканов.
Тривалий час театр не мав свого приміщення і по суті був театром на колесах. Нарешті 1972 року за розпорядженням Миколаївського міськвиконкому приміщення клубу працівників радянської торгівлі було передано Миколаївському театру ляльок. Колектив закладу доклав багато зусиль для того, щоб прилаштувати історичну будівлю для потреб театру ляльок.
Відтак, у вересні 1976 року 6-й театральний сезон відкрився вже у новому приміщенні прем'єрною виставою казкою-феєрією «Руслан и Людмила» за поемою О. С. Пушкіна. Вистава була дуже успішною — мала популярність у глядачів і отримала схвальні відгуки від критики. Так, спектакль здобув диплом І ступеню на Всесоюзному фестивалі театрів ляльок за художнє вирішення і ляльки, що стало першим значним визнанням колективу театру.
У 1980-х роках керівництво театром здійснювали директор Поліна Романова і головний режисер Володимир Безлепко.
Період 1990—94 років театр очолював директор В. Дикштейн. У цей час здійснено 18 постановок, чимало з яких і досі є золотим фондом репертуару театра: «Носоріг і Жирафа», «Лисеня-плутько», «Марья-краса, золотая коса». Театр здобув диплом міжнародного фестивалю «Кришталеві вітрила» за виставу «Щука» (постановка І. Цуканової) та персональний диплом за найкращу акторську роботу.
Від 1994 року директором (чинний) стала Вікторія Терещенко. Однією з перших турбот і важливих справ, зроблених новопризначеним директором, стала організація і здійснення реставраційних робіт у будівлі театру, яка була в занедбаному стані.
Від 1997 року головним режисером театру є Ірина Цуканова.
Від 1995 до 2000 року було випущено близько 20 прем'єрних спектаклів. 1998 року за режисуру вистави «Мишеня Мицик» режисер І. Цуканова здобула диплом І ступеню на республіканському фестивалі.
У 2001 році на базі Миколаївського театру ляльок був проведений Перший Всеукраїнський семінар-лабораторія директорів театрів ляльок України.
Наприкінці 2010 року Миколаївський обласний театр ляльок відзначив своє 40-річчя.
Існує думка, що Миколаївський обласний театр ляльок у творчому плані входить до п'ятірки найкращих театрів України.

## Репертуар і діяльність
Від початку існування Миколаївський обласний театр ляльок поставив понад 260 назв спектаклів (дані на кін. 2000-х років).
У поточному репертуарі театру щороку близько 30 назв вистав, причому як правило від 4 до 7 з них є прем'єрними, а відігрують миколаївські лялькарі зазвичай близько 600 вистав на рік.
У репертуарі театру переважно казки і дитяча література. Піонером спектаклю для дорослих, який трупа театру підготувала уперше за багато років, стала вистава «Любов, любов» за мотивами «Декамерона» Боккаччо.
Серед відомих (відзначених різноманітними нагородами) вистав Миколаївського обласного театру ляльок:
- «Курочка Ряба» — диплом фестивалю «Золотий телесик» (Львів, 1996);
- «Вар'єте “Серпантин”, або ляльки можуть все» — вистава для дорослих, відзначена дипломом I ступеня на фестивалі Північних країн (Німеччина, 1995);
- «Сказкин Дом» — диплом фестивалю «Інтерлялька» (Ужгород, 1997);
- «Песнь о Русалочке» — диплом фестивалю «Подільська лялька» (Вінниця, 1999);
- «Щука» — диплом фестивалю театрів ляльок у Донецьку  (2000);
- «Малыш и Карлсон» — диплом фестивалю «Подільська лялька» (Вінниця, 2001);
- «Принцесса на горошине» — диплом фестивалю «Подільська лялька» (Вінниця, 2005);
- «Гадкий утенок» — диплом фестивалю «Інтерлялька» (Ужгород, 2008).

Колектив театру активно гастролює — по всіх регіонах України, а також у багатьох містах Росії, виїздив і до Білорусі та Молдови. Театр ляльок з Миколаєва — постійний учасник фестивалів лялькарів, приміром 2008 року брав участь у фестивалях «Інтерлялька», «Лялькова веселка», Міжнародному в Білорусі.
Миколаївський театр ляльок здійснює благодійницькі заходи — дає вистави для вихованців шкіл та інтернатів. Нерідко в літній час колектив театру виїздить з виступами до зон відпочинку.

## Виноски
1. ↑  Миколаївський обласний театр ляльок на www.dag.com.ua (Міста України у вулицях і особах) [Архівовано 9 січня 2010 у Wayback Machine.] (рос.)
2. ↑  Миколаївський обласний театр ляльок [Архівовано 28 серпня 2016 у Wayback Machine.] на Вебстоірнка Миколаївської обласної бібліотеки для дітей ім. В. Лягіна [Архівовано 30 травня 2009 у Wayback Machine.]